# Begonia truncicola
Espèce
Statut de conservation UICN

 VU B1ab(iii) : Vulnérable
Begonia truncicola est une espèce de plantes de la famille des Begoniaceae. Ce bégonia est originaire de l'Équateur. L'espèce fait partie de la section Gobenia. Elle a été décrite en 1908 par Casimir Pyrame de Candolle (1836-1918), à la suite des travaux de Luis Sodiro (1836-1909). L'épithète spécifique vient du latin truncus, tronc, souche, et du suffixe -cole, cultiver, habiter, et signifie donc « qui pousse sur les troncs ».  

## Répartition géographique
Cette espèce est originaire du pays suivant : Équateur.